# Въведение Богородично (Борботски манастир)
„Въведение Богородично“ или „Света Богородица“ (на гръцки: Εισοδίων της Θεοτόκου, Πανάγια) е православна църква в Егейска Македония, Гърция, подчинена на Костурската митрополия.

## Местоположение
Църквата може би е гробищният храм на Борботския манастир „Свети Георги“, разположен североизточно от ограденото пространство на манастира.

## История
Точната датировка на паметника остава неизвестна. Надписът за основаване с главна буква е разположен над вратата и е развит в четири реда. Текстът е написан с черно върху тъмен охрен хоросан. За съжаление, последният ред, който е посочвал годината, е унищожен.
| „ | † Ἀνηγέρθει καὶ ἀνιστωρίθει ὁ θεῖος καὶ πάνσεπ(τ)ος ναὸς τῆς παν ὑπερ εὑλο- // γημένης ἐνδόξου Δεσποίνης ἡμὸν Θ(εοτό)κου κ(αὶ) ἀειπαρθένου Μαρίας διὰ σηνδρομῆς κόπου κ(αὶ) ἐξόδου // Μιχαὴλ ἱερέος κ(αὶ) (ο)ἰκονόμος κ(αὶ) Παρθένος μοναχὸς συνδρομηταὶ Ἡσαΐου ἱερομο(νά)χ(ου) κ(αὶ) καθειγουμένου // Παρθενίου ἱερομο(νά)χ(ου) Θεοδοσίου ἱερ(ομονά)χ(ου) Γριγορίου ἱερ(ομονά)χ(ου) κ(αὶ) ἀρχιερατεύοντος τοῦ κὺρ // [……….] † Издигна се и се изписа този божествен и всечестен храм на всепревъзблагословената и славна наша Владичица Богородица и винаги Дева Мария, със съдействието, труда и разноските на Михаил йерей и иконом Михаил и Партений монах. Дарители Исая йеромонах и категумен, Партений йеромонах, Теодосий йеромонах, Григорий йеромонах и при архиерейството на господин [……….] | “ |

Църквата датира от 1881 година заедно с конаците на манастира или от XVIII век.
Текстът съдържа ударения и придихания. От надписа се вижда, че църквичката е посветена на Въведение Богородично. Свещеник Михаил, който е описан като иконом, тоест женен свещеник, заедно с монаха Партений, е спонсорирал построяването и стенописването му. Игуменът на манастира Исая и трима други монаси са допринесли за цялото начинание. Името на първосвещеника и годината на завършване на работата не са запазени. Антим Севастийски в краткото си описание на манастира „Свети Георги“, добавя следното: „В близкия параклис „Свети Никола“ е намерен надпис от 1639 година, в който се споменава, че тази църква е построена по време на архиерейството на Партений Сисанийски“. Антим говори за параклис, посветен на Свети Николай, но до манастира „Свети Георги“, единственият съществуващ параклис е „Въведение Богородично“. В Борботско има две външни църквички, посветени на Свети Николай и построени в 1869 – 1870 година. Съществува и хронологичен проблем с епископството на Партений. Според Анастасиос Дардас е доста малко вероятно Партений да е бил йерарх в 1639 година, тъй като името му, наред с други йерарси, се среща през 1668 година в синодално решение на Охридската архиепископия „За детронацията на злополучния йеромонах Герасим“. Следователно епископ Антим Севастийски може да не е прочел правилно последния стих от надписа, който може да е бил вече унищожен и епископът може да е бил информиран от други. Димитриос Цингалос предлага друго възможно обяснение. Той смята, че Антим Севастийски може да е имал информация за църквичката „Свети Онуфрий“, тъй като църковният надпис споменава Партений с годината 1665. По този начин епископ Антим може да е комбинирал името Партений, което е изписано върху църквата „Свети Онуфрий“, и годината 1639, която може да е фигурирала в надписа на „Въведение Богородично“. Антим не е знаел за подписа на Партений Сисанийски от 1668 година, както и че епископ Даниил Сисанийски е засвидетелстван в 1624, в 1647 и в 1652 година. Иван Снегаров смята, че е имало двама архиепископи на име Партений – Партений I (1639) и Партений II (1668). Според Дардас 1639 година е неверна дата. Той привежда аргумента, че епископите обикновено дават името си при подстригванията на монасите. Надписът споменава имена на монаси с името Партений и Дардас заключава, че параклисът „Въведение Богородично“ е построен и изписан по време на управлението на Партений около 1660 година, а не през 1639 година.
Този конкретен надпис обаче може да бъде свързан с годината 1639, ако се съпостави с датите 1625, 1632, 1638, които се намират в надписите на католикона на манастира. Изминаването на една година би било достатъчно за изграждането и изписването на параклиса, предвид ограничения му размер.
В 1973 година храмът заедно с католикона е обявен за защитен паметник на културата.
До 1974 година църквата заедно с манастира е част от Сисанийската и Сятищка епархия, след което са подчинени на Костурската.

## Архитектура
Църквата е сводеста, с полусферичен купол без тимпан, преминаващ в четири арки. Отвън църквата е покрита с плочи и куполът не е видим. На изток има видима апсида. Зидарията е от калов хоросан и неправилни камъни и наподобява тази на католикона на манастира.
Покривът е покрит с каменни плочи, които следват извитите повърхности на съществуващия свод с купола и арките. Три плитки ниши се отварят на изток, две от които имат тънък прорез. Още два прозореца са разположени на южната стена. Единствената входна врата се намира на запад.
Стилът на стенописите, които покриват стените на църквата, е същият като този на католикона, но са по-слаби като изкуство.